# Liste der Herrscher von Bulgarien
Das erste bulgarische Reich wurde 681 von Knjas Asparuch begründet und währte bis zur Unterwerfung unter Byzanz 1018.
Obwohl die bulgarischen Herrscher bis Simeon I. in den meisten Geschichtsbüchern mit dem Titel Khan bezeichnet werden, existiert keine einzige historische Quelle, die den Titel bestätigt. Seit Simeon I. nannten sich die Herrscher Zar.
Das zweite bulgarische Reich bestand von 1186 bis 1396.
Nach der Befreiung von der osmanischen Herrschaft 1878 entstand der dritte Staat zunächst als Fürstentum, bevor sich Ferdinand I. 1908 wieder zum Zaren proklamierte. 1946 wurde die Monarchie nach einem Referendum abgeschafft.

## Großbulgarisches Reich
| Titel                                                   | Name                                                    | Dynastie                                                | Jahre der Regentschaft/Bemerkung                        |
| Mythische Herrscher des (alten) Großbulgarischen Reichs | Mythische Herrscher des (alten) Großbulgarischen Reichs | Mythische Herrscher des (alten) Großbulgarischen Reichs | Mythische Herrscher des (alten) Großbulgarischen Reichs |
| ------------------------------------------------------- | ------------------------------------------------------- | ------------------------------------------------------- | ------------------------------------------------------- |
|                                                         | Awitochol                                               | Haus Dulo                                               | regierte 300 Jahre                                      |
|                                                         | Irnik                                                   | Haus Dulo                                               | regierte 150 Jahre                                      |
|                                                         | Gostun                                                  | Haus Ermi                                               | regierte 2 Jahre                                        |
| Herrscher des (alten) Großbulgarischen Reichs           |                                                         |                                                         |                                                         |
| Patricius                                               | Kubrat                                                  | Haus Dulo                                               | 632–665                                                 |
|                                                         | Batbajan                                                | Haus Dulo                                               | 665–668                                                 |

## Erstes Bulgarisches Reich
| Titel                                     | Name                                      | Dynastie                                  | Jahre der Regentschaft/Bemerkung                                        |
| Herrscher des Ersten Bulgarischen Reiches | Herrscher des Ersten Bulgarischen Reiches | Herrscher des Ersten Bulgarischen Reiches | Herrscher des Ersten Bulgarischen Reiches                               |
| ----------------------------------------- | ----------------------------------------- | ----------------------------------------- | ----------------------------------------------------------------------- |
| Knjas                                     | Asparuch                                  | Haus Dulo                                 | 668–700                                                                 |
| Knjas                                     | Terwel                                    | Haus Dulo                                 | 700–ca. 721                                                             |
| Knjas                                     | Kormesij                                  | Haus Dulo                                 | ca. 721–738                                                             |
| Knjas                                     | Sewar                                     | Haus Dulo                                 | 738–753 oder 754                                                        |
| Knjas                                     | Kormisosch                                | Haus Wokil                                | 753 oder 754–756                                                        |
| Knjas                                     | Winech                                    | Haus Wokil                                | 756–760                                                                 |
|                                           | Telez                                     | Haus Ugain                                | 760–765                                                                 |
|                                           | Subin                                     | Haus Wokil                                | 765–766                                                                 |
|                                           | Umor                                      | Haus Wokil                                | August – September 766                                                  |
|                                           | Toktu                                     | vermutlich Haus Ugain                     | 766–767                                                                 |
|                                           | Pagan                                     | unbekanntes Haus                          | 767–768                                                                 |
|                                           | Telerig                                   | unbekanntes Haus                          | 768–777                                                                 |
|                                           | Kardam                                    | unbekanntes Haus                          | 777–803                                                                 |
|                                           | Krum                                      | unbekanntes Haus, vielleicht Haus Dulo    | 803–814                                                                 |
|                                           | Omurtag                                   | Haus Krum                                 | 814–831                                                                 |
|                                           | Malamir                                   | Haus Krum                                 | 831–836 (wahrscheinlich mit Regentschaft von Vizekhan Isbul)            |
|                                           | Presian I.                                | Haus Krum                                 | 836–852 (wahrscheinlich anfänglich mit Regentschaft von Vizekhan Isbul) |
| Knjaz                                     | Boris I. (Michael) (Heiliger Boris)       | Haus Krum                                 | 852–864 – Khan 864–889 – Knjaz                                          |
| Knjaz                                     | Wladimir Rassate                          | Haus Krum                                 | 889–893                                                                 |
| Knjaz / Zar                               | Simeon I.                                 | Haus Krum                                 | 893–913 – Knjaz 913–927 – Zar                                           |
| Zar                                       | Peter I. (Heiliger Zar Peter)             | Haus Krum                                 | 927–969                                                                 |
| Zar                                       | Boris II.                                 | Haus Krum                                 | 970–977                                                                 |
|                                           | gemeinsame Regentschaft der Komitopuli    |                                           | 971–977                                                                 |
| Zar                                       | Roman                                     | Haus Krum                                 | 977–997                                                                 |
| Zar                                       | Samuil                                    | Haus Komitopuli                           | 997–1014                                                                |
| Zar                                       | Gawril Radomir                            | Haus Komitopuli                           | 1014–1015                                                               |
| Zar                                       | Iwan Wladislaw                            | Haus Komitopuli                           | 1015–1018                                                               |
| Knjaz                                     | Presian II.                               | Haus Komitopuli                           | 1018                                                                    |

## Byzantinische Herrschaft
| Titel                                                                          | Name                                                                           | Dynastie                                                                       | Regierungszeit                                                                 |
| Zu Herrschern ernannt während der Aufstände gegen die Byzantinische Herrschaft | Zu Herrschern ernannt während der Aufstände gegen die Byzantinische Herrschaft | Zu Herrschern ernannt während der Aufstände gegen die Byzantinische Herrschaft | Zu Herrschern ernannt während der Aufstände gegen die Byzantinische Herrschaft |
| ------------------------------------------------------------------------------ | ------------------------------------------------------------------------------ | ------------------------------------------------------------------------------ | ------------------------------------------------------------------------------ |
| Zar                                                                            | Peter II. (Deljan)                                                             | Haus Komitopuli                                                                | 1040–1041                                                                      |
| Zar                                                                            | Peter III. (Konstantin Bodin)                                                  | Haus Komitopuli und des serbischen Hauses Vojisavljević                        | 1072                                                                           |

## Zweites Bulgarisches Reich
| Titel                                      | Name                                       | Dynastie                                           | Regierungszeit                                                                                      |
| Herrscher des Zweiten Bulgarischen Reiches | Herrscher des Zweiten Bulgarischen Reiches | Herrscher des Zweiten Bulgarischen Reiches         | Herrscher des Zweiten Bulgarischen Reiches                                                          |
| ------------------------------------------ | ------------------------------------------ | -------------------------------------------------- | --------------------------------------------------------------------------------------------------- |
| Zar                                        | Iwan Assen I.                              | Haus Assen                                         | 1186–1196                                                                                           |
| Zar                                        | Peter IV. (Teodor)                         | Haus Assen                                         | 1186–1197                                                                                           |
| Zar                                        | Iwanko                                     | Haus Assen                                         | 1196                                                                                                |
| Zar                                        | Kalojan                                    | Haus Assen                                         | 1197–1207                                                                                           |
| Zar                                        | Boril                                      | Haus Assen                                         | 1207–1218                                                                                           |
| Zar                                        | Iwan Assen II.                             | Haus Assen                                         | 1218–1241                                                                                           |
| Zar                                        | Kaliman I. Assen                           | Haus Assen                                         | 1241–1246 (Herrscherrat)                                                                            |
| Zar                                        | Michael II. Assen                          | Haus Assen                                         | 1246–ca. 1253 – Herrscherrat, angeführt von Irene Komnene ca. 1253–1256 – selbstständige Herrschaft |
| Zar                                        | Kaliman II. Assen                          | Haus Assen                                         | 1256                                                                                                |
| Zar                                        | Mizo Assen                                 | Haus Mizo/Haus Assen                               | 1256–1257                                                                                           |
| Zar                                        | Konstantin Tich Assen                      | Haus Tich/Haus Assen                               | 1257–1277                                                                                           |
| Zar                                        | Iwajlo                                     | unbekannt                                          | 1278–1279                                                                                           |
| Zar                                        | Iwan Assen III.                            | Haus Mizo/Haus Assen                               | 1279–1280                                                                                           |
| Zar                                        | Georgi I. Terter                           | Haus Terter                                        | 1280–1292                                                                                           |
| Zar                                        | Smilez                                     | Haus Smilez                                        | 1292–1298                                                                                           |
| Zar                                        | Iwan IV. Smilez                            | Haus Smilez                                        | 1298–1300                                                                                           |
| Zar                                        | Tschaka Nogai                              | Tatare, Nachfahre von Dschingis Khan / Haus Terter | 1299–1300                                                                                           |
| Zar                                        | Todor Swetoslaw                            | Haus Terter                                        | 1300–1321                                                                                           |
| Zar                                        | Georgi II.                                 | Haus Terter                                        | 1321–1322                                                                                           |
| Zar                                        | Michael III. Schischman                    | Schischmaniden/Haus Assen                          | 1323–1330                                                                                           |
| Zar                                        | Iwan Stefan                                | Schischmaniden/Haus Assen                          | 1330–1331                                                                                           |
| Zar                                        | Iwan Alexander                             | Schischmaniden (Strazimir)                         | 1331–1371                                                                                           |
| Zar                                        | Iwan Schischman                            | Schischmaniden (Strazimir)                         | 1371–1393                                                                                           |
| Zar                                        | Iwan Strazimir                             | Schischmaniden (Strazimir)                         | 1356–1396 (in Widin)                                                                                |

## Osmanische Herrschaft
| Titel                                                                       | Name                                                                        | Dynastie                                                                    | Regierungszeit                                                              |
| Zu Herrschern ernannt während der Aufstände gegen die Osmanische Herrschaft | Zu Herrschern ernannt während der Aufstände gegen die Osmanische Herrschaft | Zu Herrschern ernannt während der Aufstände gegen die Osmanische Herrschaft | Zu Herrschern ernannt während der Aufstände gegen die Osmanische Herrschaft |
| --------------------------------------------------------------------------- | --------------------------------------------------------------------------- | --------------------------------------------------------------------------- | --------------------------------------------------------------------------- |
| Zar                                                                         | Konstantin II. Assen                                                        | Schischmaniden (Strazimir)                                                  | 1396–ca. 1422 (in Widin)                                                    |
| Zar                                                                         | Schischman III.                                                             | Schischmaniden (Strazimir)                                                  | 1598                                                                        |
| Knjaz                                                                       | Rostislaw Stratimirowitsch                                                  | Schischmaniden (Strazimir)                                                  | 1686                                                                        |
| König                                                                       | Karposch                                                                    |                                                                             | 1689                                                                        |

## Drittes Bulgarisches Reich
| Titel                                                                   | Name                                                                    | Dynastie                                                                | Regierungszeit                                                                     |
| Herrscher (Konstitutionelle Monarchen) des Dritten Bulgarischen Reiches | Herrscher (Konstitutionelle Monarchen) des Dritten Bulgarischen Reiches | Herrscher (Konstitutionelle Monarchen) des Dritten Bulgarischen Reiches | Herrscher (Konstitutionelle Monarchen) des Dritten Bulgarischen Reiches            |
| ----------------------------------------------------------------------- | ----------------------------------------------------------------------- | ----------------------------------------------------------------------- | ---------------------------------------------------------------------------------- |
| Knjaz                                                                   | Alexander I.                                                            | Haus Battenberg                                                         | 17. April 1879 bis 26. August 1886                                                 |
| Knjaz / Zar                                                             | Ferdinand I.                                                            | Haus Sachsen-Coburg und Gotha                                           | 7. Juli 1887 bis 5. Oktober 1908 – Knjaz 5. Oktober 1908 bis 3. Oktober 1918 – Zar |
| Zar                                                                     | Boris III.                                                              | Haus Sachsen-Coburg und Gotha                                           | 3. Oktober 1918 bis 28. August 1943                                                |
| Zar                                                                     | Simeon II.                                                              | Haus Sachsen-Coburg und Gotha                                           | 28. August 1943 bis 15. September 1946 (Herrscherrat)                              |